# 18581 Батлло
18581 Батлло (18581 Batllo) — астероїд головного поясу, відкритий 7 грудня 1997 року.
Тіссеранів параметр щодо Юпітера — 3,543.